# Фьоренцуола-д’Арда
Фьоренцуола-д'Арда (итал. Fiorenzuola d'Arda) —  коммуна в Италии, располагается в регионе Эмилия-Романья, в провинции Пьяченца.
Население составляет 14805 человек (2008 г.), плотность населения составляет 239 чел./км². Занимает площадь 60 км². Почтовый индекс — 29017. Телефонный код — 0523.
Покровителем коммуны почитается святой Флорентий Оранжский, празднование 17 октября.

## Демография
Динамика населения:

## Администрация коммуны
- Официальный сайт: http://www.comune.fiorenzuola.pc.it/